# Prumnopitys andina
Prumnopitys andina é uma espécie de conífera da família Podocarpaceae.

## Sinonímia
- Prumnopitys spicata (Poepp.) Molloy et Muñoz-Schick 1999[1]

1. ↑  Molloy, B. P. J. and M. Muñoz-Schick. 1999. The correct name for the Chilean conifer Lleuque (Podocarpaceae). New Zealand Journal of Botany 37: 189-193